# Liu Zhongqing
Liu Zhongqing, född den 10 november 1985 i Daqing, Kina, är en kinesisk freestyleåkare.
Han tog OS-brons i herrarnas hopp i samband med de olympiska freestyletävlingarna 2010 i Vancouver.